# Agrostis spicigera
Agrostis spicigera é uma espécie de gramínea do gênero Agrostis, pertencente à família Poaceae.